# Catedral de Solsona
La catedral de Santa Maria de Solsona és un complex d'edificis que daten des del final del segle xii fins al xviii, d'estils romànic, gòtic i barroc, situat a la capital del Solsonès. Està declarada bé cultural d'interès nacional.

## Descripció
L'edifici actual, gòtic, d'una nau coberta amb volta de creueria i capelles laterals entre els contraforts, fou construït als segles XIII-XIV, al lloc d'una església romànica del segle xii, de la qual n'han pervingut els absis semicirculars amb decoració llombarda, dues figures a la porta d'accés, un finestral, el Pantocràtor (avui al Museu), el campanar, una portalada d'accés al Claustre i una nau transversal amb volta de canó apuntada, visible encara des de l'estança de manxes de l'orgue de la Catedral. Fou construït en dues fases, a la primera es va fer l'església de tres naus, la nau central més alta que les laterals, amb finestrals que hi donaven llum. La nau lateral esquerra corresponia a la portada d'accés. Té tres absis rodons, decorats interiorment amb arcuacions. A la segona fase es construí el campanar, sobre la nau lateral dreta i l'atri d'accés als claustres, a les que s'havia de pujar per una escala de nou o deu graons per a salvar el desnivell de més d'1,75 m. Té tres plantes, acusades a l'exterior per una cornisa en les que alternen, per planta i per cara, un finestral d'un sol arc amb un de geminat, tots amb capitells esculpits. L'escala del campanar, de 25,92 m, és de pedres i està practicada a un pas de carreus amb volta de canó ascendent. Va pujant des de sobre de la nau lateral dreta pel costat de la caixa, que només s'interromp per una cúpula, rebaixada i sostinguda sobre trompes, al nivell de la segona planta. Al segle xvi el campanar s'allargà fins a l'alçada total de 35,12 m i se cegaren els finestrals.

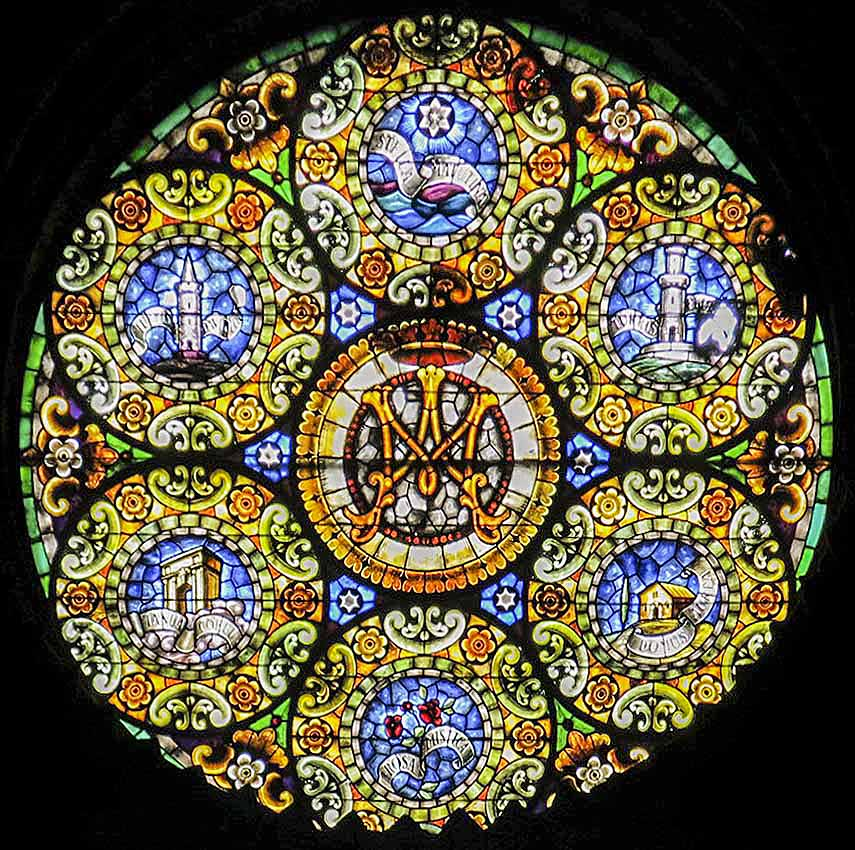
Rosassa romànica

Les obres de la catedral gòtica, superposada a l'església romànica, ja s'havien començat el 1299 per la part exterior del temple romànic, a ponent. El 1330 s'enderrocà el mur que tancava el temple romànic per a prosseguir la nau gòtica, continuant-la, per un cantó, fins a la portada i per l'altre, fins al campanar. Esdevingut seu catedralícia el 1593, l'edifici fou acabat als segles XVII-XVIII. És una nau alta i espaiosa, despullada de tot ornament. Els capitells acusen les dues èpoques, els primers, petits i típicament gòtics, són decorats amb els escuts heràldics dels principals promotors de l'obra. Els de la segona època són molt grans i estan decorats amb elements vegetals estilitzats. El rosetó romànic fou traslladat al mur que tancava la nau gòtica. El 1623 el mestre de cases barceloní Claudi Casals s'encarregava de fer l'absis, encara en estil gòtic, darrere el qual restaren els tres absis romànics, amb funció de sagristia. Casals va perllongar també la nau per ponent, amb un tram més baix cobert amb volta de canó, i una nova façana sobre la qual s'afegí el 1768 la portada barroca.

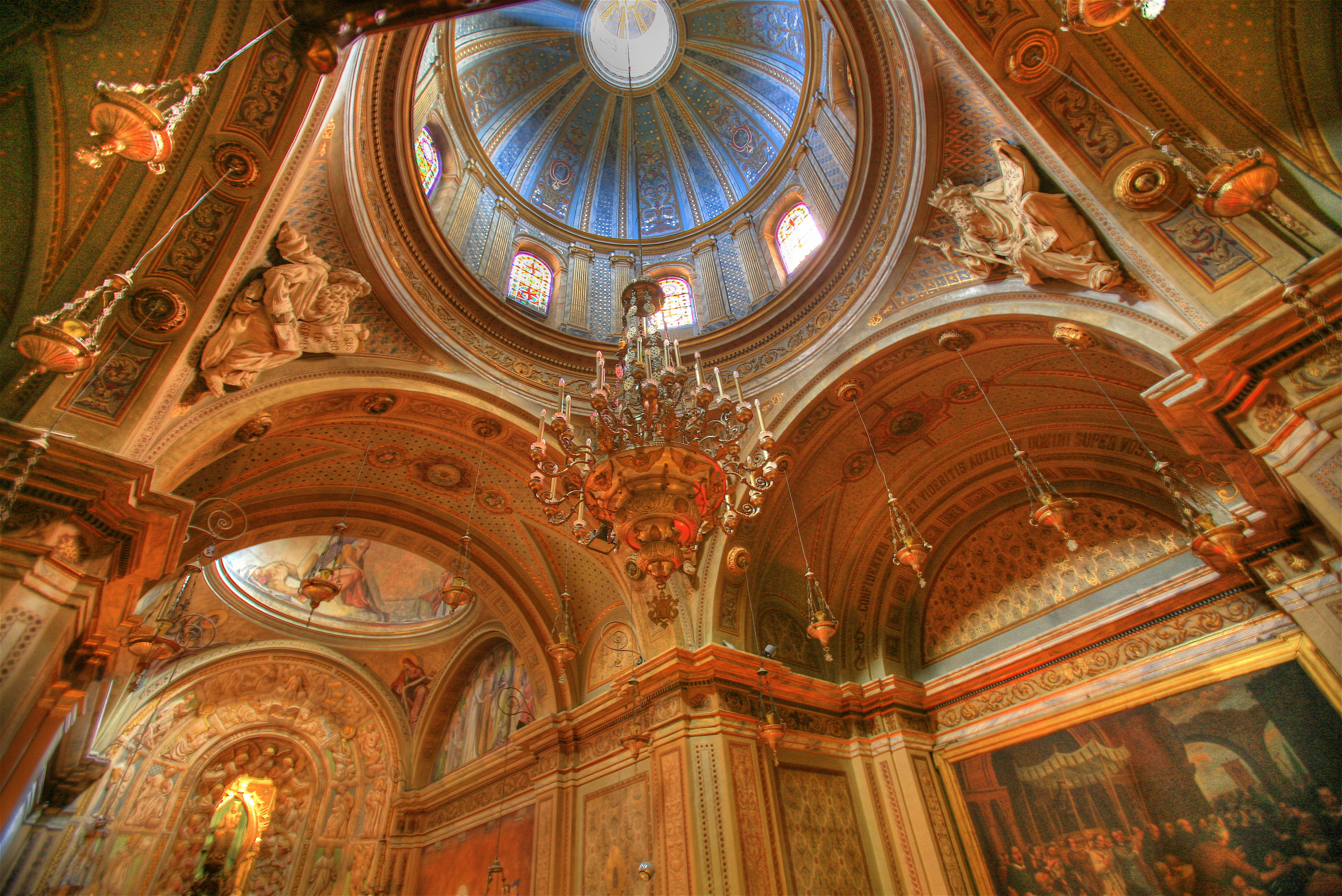
Creuer

A banda i banda del presbiteri, a manera de creuer, foren edificades, a l'esquerra, la capella de la Parròquia (1668-73), ampliada després (1746-72) amb la capella de la Mercè, presidida per un bell retaule barroc de la Mercè, i a la dreta, la capella de la Mare de Déu del Claustre (1727), ampliada posteriorment amb el cambril, obra de l'arquitecte August Font (1902-1910). La Mare de Déu del Claustre, patrona de la ciutat, és una imatge romànica, del segle xii, de pedra ennegrida pel temps, obrada per l'escultor tolosà Gilabert. El claustre, que era romànic, d'influència tolosana, fou completament alterat al segle XVIII: hom en rebaixà el nivell del sòl, en tapià la porta d'accés (un bell exemplar de l'escola de Lleida, amb decoració geomètrica, que fou descobert de nou el 1949-51), i en substituí els arcs i pilars de la galeria baixa per uns de neoclàssics. Amb tot, encara conserva la volta romànica i la galeria alta, d'estil tardogòtic. Al mur de migdia de l'església hi ha el portal de Sant Agustí, protegit amb un cancell barroc (1780). Es construí per a substituir la gran portada romànica del temple. Presenta un magnífic timpà en relleu representant l'èxtasi de Sant Agustí, titular de l'antiga Canònica de Solsona. Està fet de pedra i sense policromar. Al seu costat es construí el baptisteri, enderrocat durant la guerra de 1936.

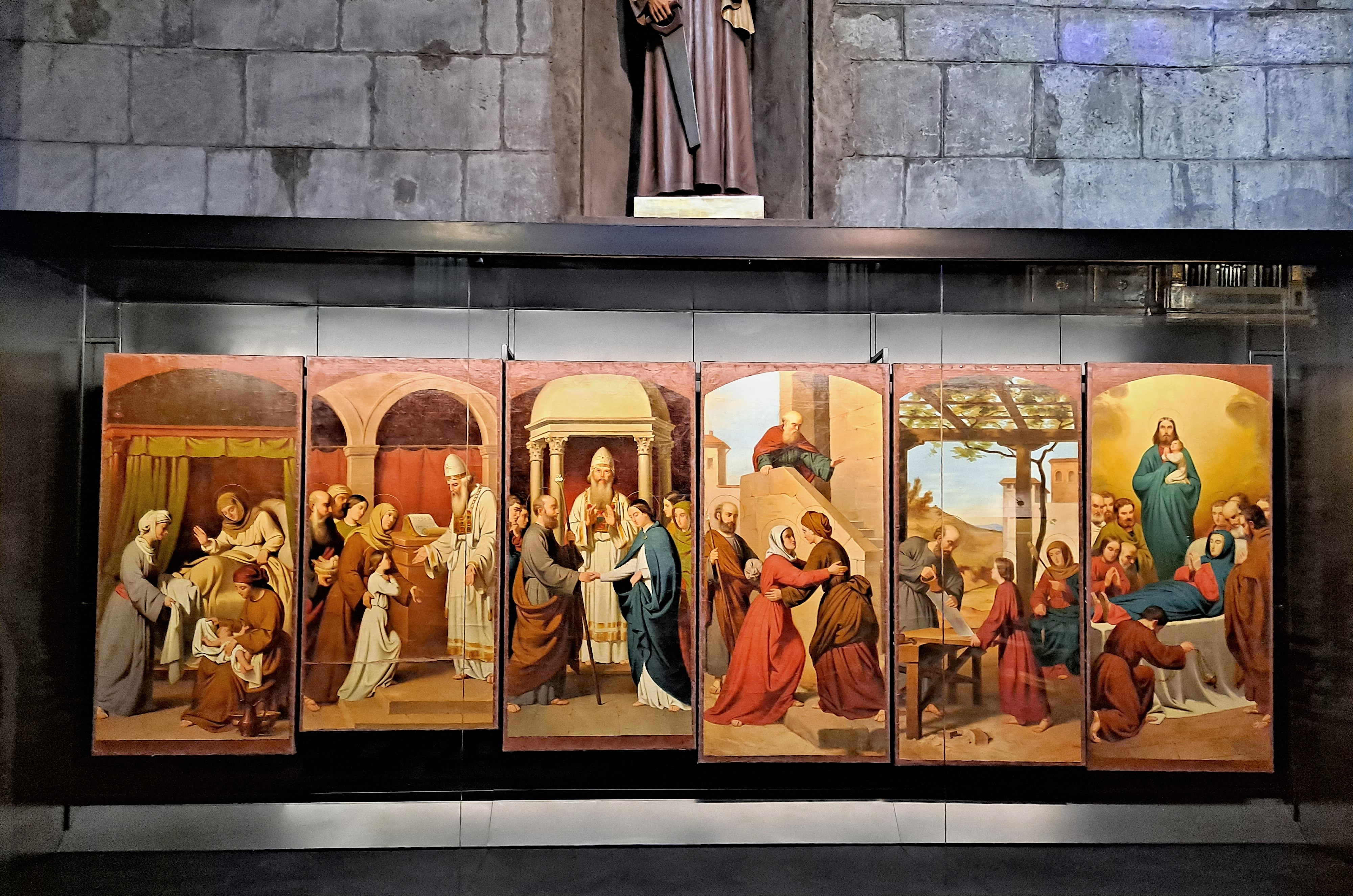
Sis pintures de Claudi Lorenzale que van formar part del retaule de la Catedral 1854-56

Arran de l'ocupació napoleònica, el 1810, la catedral va ser incendiada i es va perdre gran part del seu mobiliari, inclòs el retaule de l'altar major. El 1854 l'arquitecte Josep Oriol Mestres va dissenyar un nou retaule, d'estil neogòtic, dedicat a l'Assumpta, patrona de la Catedral. Aquest retaule incorporava pintures de Claudi Lorenzale. El retaule va ser destruït arran de la revolució de 1936 però les pintures es van salvar i van ser recuperades l'any 2002. Actualment s'exposen en una capella lateral.
A la banda dreta de la nau central hi ha l'orgue, realitzat pels orgueners Bordons, de Solsona, l'any 1853 incorporant elements barrocs d'orgues anteriors. .És considerat un dels grans orgues monumentals de Catalunya.
Columna historiada: columna i capitell que integren la mateixa unitat. La columna és decorada per dues estàtues, una masculina i una femenina. La figura femenina vesteix túnica i mantell que li cobreix el cap i que se cenyeix amb la mà dreta damunt el pit i amb l'esquerra sota la cintura. La figura masculina vesteix túnica i mantell i amb la mà dreta se sosté la barba i amb el colze es recolza sobre la mà esquerra, en la que sembla porta alguna cosa, potser unes claus. El capitell té tres ordres de fulles d'acant. L'estil d'aquesta peça és el de Tolosa del segle xii i l'obra fou realitzada per una artista del taller de Gilabert. Les mides de la columna són 117 cm i el capitell de 28 cm.
Sarcòfag de Ponç II de Vilaró: sarcòfag format per la caixa i la tapa. A la tapa hi ha la figura jacent de Ponç II de Vilaró, vestit de bisbe, amb túnica fins als peus, el roquet al damunt i per sobre les espatlles, sostenint amb la mà dreta el bàcul. Porta posada la mitra i el cap reposa sobre un coixí amb decoracions geomètriques imitant puntes. Als peus té dos petits animals en forma de serp. Rematant la tapa hi ha un voladís, per damunt de la caixa, decorat amb dos castells a cada banda, cada un amb dues torres emmerletades flanquejat la portada del castell que flanquegen part de la lauda escrita al sarcòfag. La caixa, dividida en dues parts té a la part superior la continuació e la lauda i a la inferior cinc castells, iguals als anteriors, emmarcat dins un rectangle.

## Notícies històriques
La catedral de Solsona s'aixeca sobre l'antiga església del monestir canonical de Santa Maria, que fou consagrada el 1163 i que havia estat precedida per dos temples anteriors, un esmentat al segle x i l'altre consagrat el 1070. L'església actual fou començada a construir vers el 1280 pel paborde Ponç de Vilaró. Iniciada per ponent, el 1330 s'enderrocà el mur de tancament de la basílica romànica per a prosseguir la construcció de la nau, però l'obra quedà inacabada. El 1593 el papa Climent VIII creà un nou bisbat a Solsona, a instàncies del rei Felip II de Castella, per tal d'evitar la penetració ideològica dels hugonots per la frontera francesa. El 1623 es reprengueren les obres de l'església: el capítol contractà el mestre de cases barceloní Claudi Casals que feu l'absis (el 1627 es consagrava l'altar major) i la façana de ponent. L'església fou ampliada posteriorment. El claustre romànic, que fou bastit a instàncies del prepòsit Bernat de Palma pel mestre tolosà Gilabert, fou totalment alterat al segle xviii.
La columna procedeix originàriament dels Claustres, probablement del finestral geminat del qual encara en queden restes al damunt de la porta actual d'accés als claustres. En destruir els claustres romànics vers el 1620, per tal de posar-los al mateix nivell de la Catedral, tota l'escultura fou considerada desferra i les pedres serviren per a omplir forats i vanos. El canonge Lluc s'emportà peces a la seva propietat, als camps on avui hi ha el Seminari diocesà i les aprofitaren per a construir les parets de contenció de terres. Aquí és on va ser trobada aquesta columna. Va ser exposada a l'Exposició Universal de Barcelona de 1929. Entre el 1997 i el 1998 fou executada la primera fase del Pla Director que incloïa la restauració de les façanes.

## Imatge de la mare de Déu del Claustre

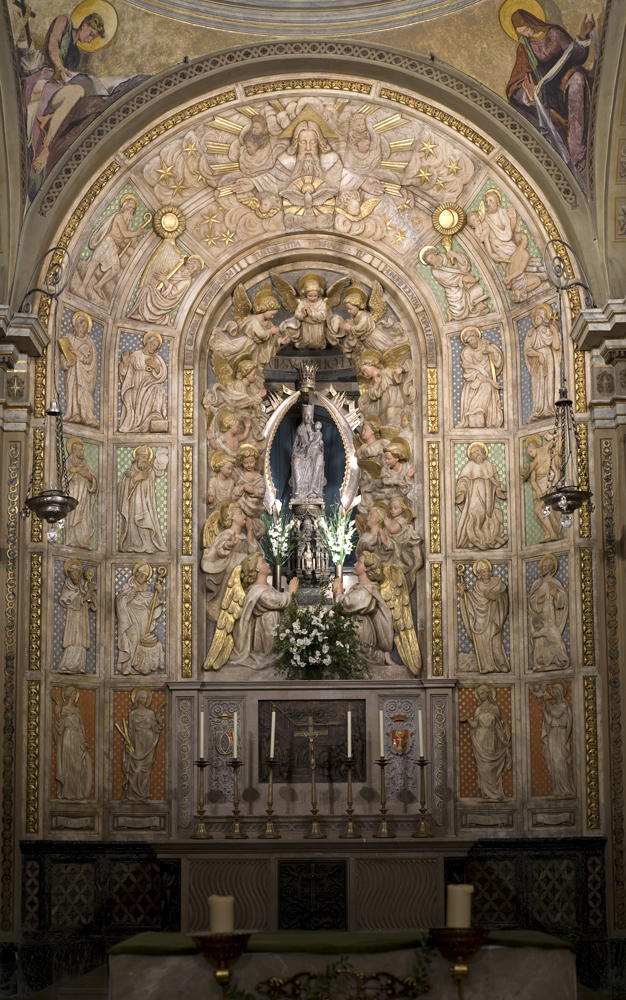
Capella de la Mare de Déu del Claustre

A la dreta del temple hi ha la capella del Claustre, on en el seu cambril es venera la imatge de la Mare de Déu del Claustre, patrona de la ciutat. És una talla de pedra de finals del segle xii, considerada una de les escultures més importants del romànic català. Fou feta pel mestre Gilabert de Tolosa, un dels més importants de l'època. La imatge mesura 105 cm d'alçada. Està asseguda en un tron, amb l'Infant a la falda, i sota els peus estan representats dos monstres. La imatge és de pedra i els anys l'han ennegrit.
Al segle xiii, amb l'arribada dels albigesos, tement per la integritat de la imatge, la van amagar dins el pou del claustre que estaven acabant de construir. Hi ha una llegenda del nen caigut al pou que va ser salvat per la Mare de Déu que sembla tenir fonament històric.
Durant la guerra civil del 1936, les imatges religioses tornaren a perillar, i en aquesta ocasió va ser amagada a la caixa d'escala del campanar pels campaners Porredon i Augé, i més tard la volgueren evacuar a França, però quedà amagada en el garatge del palau episcopal de Vic. Acabada la guerra la imatge va haver de ser restaurada, car la figura de l'Infant havia sofert algunes destrosses; la restauració la feu Enric Monjo i Garriga.
En la decoració de la capella i del cambril hi intervingueren els pintors Miquel Farré i Albagés (1949-1952) i Josep Obiols.
Avui la festa en honor de la Patrona, "la festa del Claustre" (Festa Major de la ciutat, 7,8,9 de setembre) presenta un dels esquemes tradicionals més antics i, alhora, valuosos del Principat, destacant, per damunt de tot, el seu extraordinari patrimoni folklòric; aquest està regit per un estricte protocol firmat per les tres entitats gestores de la festa (la confraria del Claustre, l'agrupació de geganters de la ciutat de Solsona i l'ajuntament de la ciutat) que pretén protegir i marcar les pautes de la festa.

## Finestral romànic
El finestral, a cavall dels segles xi i xii, està profusament decorat amb elements propis del romànic, amb una composició única de la qual no se’n coneixen paral·lels. Amb la construcció del Palau Episcopal aquest tram del campanar va quedar amagat a l'interior d'un passadís estret i ara es podrà tornar a visitar per primera vegada formant part del recorregut del Museu Diocesà.
Es tracta d'un finestral a cavall dels segles xi i xii, format per dues finestres de mig punt emmarcades per una altra gran arcada. Els arcs reposen sobre impostes escacades que al seu torn s'aixequen sobre capitells decorats amb motius florals habituals en el romànic, composició habitual en esglésies d'aquesta època.
La seva originalitat es basa en una pilastra central que parteix en dues parts la composició, separa les dues finestres i recolza una doble arcada amb dovelles escacades que s'aixeca com una palma. En el carcanyol d'aquesta arcada s'hi troben carreus amb decoracions de creuetes.
El finestral es va cremar durant la Guerra del Francès i això va provocar nombroses alteracions que posaven en dubte la seva conservació. Tant per l'efecte de les altes temperatures durant l'incendi, com per la mateixa naturalesa sedimentària de la pedra, aquesta es trobava disgregada de manera generalitzada i esclatada en molts punts, amb presència de multitud de descamacions, fissures i esquerdes.
Per altra banda, hi destacava la presència d'una capa de brutícia ennegrida, possiblement sutge i altres tipus de dipòsits, i múltiples esquitxades de calç i detritus. Al llarg del temps s'hi van fer diverses modificacions, tal com es pot llegir per la presència forats de cap de biga i restes de guix per arrebossar el conjunt quan va quedar embegut dins del Palau Episcopal. Va ser restaurat al Centre de Restauració de Béns Mobles de Catalunya durant el 2015.

## Les Campanes[7]
El campanar de la Catedral acull nou campanes, sis d'ús litúrgic ubicades als finestrals i tres més de servei horari situades al terrat de la torre.
La campana Major és la vuitena més grossa de Catalunya
| Nom popular                | Nom real             | Fonedor                                                  | Any  | Boca (cm) | Massa (kg) |
| -------------------------- | -------------------- | -------------------------------------------------------- | ---- | --------- | ---------- |
| La Catrinoia Xica          | Sant Pau             | Pere Maria Pintor (Solsona)                              | 1733 | 53        | 43         |
| La Catrinoia Grossa        | Sant Pere i Sant Pau | ?                                                        | 1660 | 57        | 107        |
| La Tèrcia Petita           | -                    | Juan Bautista Roses Soler (Atzeneta d'Albaida, València) | 1941 | 93        | 466        |
| La Tèrcia Gran             | -                    | Juan Bautista Roses Soler (Atzeneta d'Albaida, València) | 1941 | 114       | 858        |
| La Mangranera              | -                    | Vidal Erice (Pamplona)                                   | 1940 | 151       | 1305       |
| La Major                   |                      | Vidal Erice (Pamplona)                                   |      | 179       | 2174       |
| Campana dels Quarts Petita | -                    | ?                                                        | XV   | 46        | 56         |
| Campana dels Quarts Gran   | -                    | Bonaventura Claris                                       | 1807 | 70        | 199        |
| Campana de les Hores       | -                    | Josep Mestres (Calaf, Barcelona)                         | 1820 | 81        | 308        |